# 잔마리 르프랭스 드 보몽
잔마리 르프랭스 드 보몽(프랑스어: Jeanne-Marie Leprince de Beaumont, 1711년 4월 26일 ~ 1780년 9월 8일)은 가브리엘쉬잔 바르보 드 빌뇌브의 1740년 동화를 요약한 '미녀와 야수'를 가장 잘 알려진 버전으로 쓴 프랑스 작가이다. 중산층 가정에서 태어난 그녀는 여동생 카트린 아이메와 함께 자랐다. 두 사람 모두 수녀원 학교에서 교육을 받았으며 교사로 계속 재직했다. 수녀로서의 서약을 지키기 위해 프랑스 메츠로 떠나 루네빌의 법정에서 저명한 가정의 가정교사가 되었다. 오랜 교육자로서 그녀는 젊은 여성을 위한 행동과 교육에 관한 저술 작업으로 잘 알려져 있다. 교육 장르에 대한 관심은 도덕적 행동을 가르치기 위한 동화를 포함시키는 데 기여했다. 당대에는 성공적인 작가였지만 교육학자로서의 활동은 때때로 사회 정치적 이슈에 대한 주제로 출판되는 데 그림자를 드리웠다. 다른 많은 작품에서 그녀는 사회에서 여성의 역할을 위한 개혁에 대해 논의했다. 그녀는 여성들에게 도구적 시민이 되는 방법에 대한 문학적 교훈을 제공함으로써 여성이 적극적인 정치 참여자가 될 것을 촉구했다.
아동 문학과 민속 장르에 대한 그녀의 공헌은 18세기 여성 작가로서 인기와 영향력을 얻었다.